# متی گیلام
متی گیلام (انگلیسی: Matty Gillam؛ زادهٔ ۴ اکتبر ۱۹۹۸) بازیکن فوتبال اهل بریتانیا است.
از باشگاه‌هایی که در آن بازی کرده‌است می‌توان به باشگاه فوتبال استالی‌بریج سلتیک اشاره کرد.